# Djuptjärnen (Sundborns socken, Dalarna)
Djuptjärnen är en sjö i Falu kommun i Dalarna och ingår i Dalälvens huvudavrinningsområde. Sjön är 14 meter djup, har en yta på 0,252 kvadratkilometer och är belägen 212,5 meter över havet.

## Delavrinningsområde
Djuptjärnen ingår i det delavrinningsområde (673327-151328) som SMHI kallar för Mynnar i Långsälnan. Medelhöjden är 232 meter över havet och ytan är 15,93 kvadratkilometer. Det finns inga avrinningsområden uppströms utan avrinningsområdet är högsta punkten. Vattendraget som avvattnar avrinningsområdet har biflödesordning 4, vilket innebär att vattnet flödar genom totalt 4 vattendrag innan det når havet efter 250 kilometer. Avrinningsområdet består mestadels av skog (75 procent). Avrinningsområdet har 1,54 kvadratkilometer vattenytor vilket ger det en sjöprocent på 9,7 procent.